# Fotosensibilitat
La fotosensibilitat és una ametropia que generalment prové d'un problema en la curvatura de la còrnia, el que impedeix l'enfocament clar dels objectes que es troben propers o llunyans. És un dels tipus d'aberració òptica de primer ordre en el sistema òptic de l'ull humà. La superfície transparent anterior de l'ull (la còrnia) és pràcticament esfèrica en l'ull normal, mentre que, en una persona que pateix astigmatisme, està una mica deformada per l'aplanament d'algun dels seus eixos (de 0 graus a 180 graus). Això dona una alteració de la imatge parcialment compensada per l'enfocament del cristal·lí amb cansament ocular tant de lluny com de prop. Provoca cansament i mareigs. Una persona amb aquesta ametropia pot tenir-la sense saber-ho.

## Produïda per fàrmacs
La fotosensibilitat induïda per fàrmacs és una reacció cutània produïda per la interacció entre un compost químic fotosensibilitzant i l'exposició a la radiació electromagnètica d'espectre comprès entre la llum visible i la radiació ultraviolada (UV). Aquests compostos poden ser fàrmacs o excipients que s'administren tòpicament o de forma sistèmica.
És important destacar que aproximadament un 8% dels efectes adversos dels fàrmacs són reaccions d'aquest tipus. Entre els factors de risc, els pacients amb pigmentació de la pell elevada poden desenvolupar més freqüentment aquestes reaccions.1-5 De forma resumida, es pot dir que la fotosensibilitat induïda per fàrmacs es caracteritza per:
La fotosensibilitat es pot manifestar com a reaccions fototòxiques i com a reaccions fotoal·lèrgiques, en funció del mecanisme fisiopatològic i les manifestacions clíniques. Ambdós tipus de reaccions poden produir-se al mateix temps.

## Tipologia

### Reacció fototòxica
La reacció fototòxica és una reacció de fotosensibilitat no immunològica causada per fàrmacs i altres compostos químics. Aquest tipus de reacció constitueix el 95% de les reaccions de fotosensibilitat causades per fàrmacs.
En aquest procés, que requereix una alta concentració del fàrmac a la pell, es formen radicals lliures que, combinats amb oxigen, generen anions superòxid i radicals hidroxil altament reactius i citotòxics. Aquestes reaccions no requereixen una sensibilització prèvia i són més freqüents amb els fàrmacs que s'administren per via oral. La fototoxicitat apareix després d'uns minuts o algunes hores del contacte amb el fàrmac. Es caracteritza per la presència d'eritema, edema, vesícules i ampolles amb pruïja, amb una manifestació clínica semblant a les cremades produïdes per l'exposició excessiva al sol. Aquestes lesions es presenten en les zones exposades a la llum i poden revertir en 2-7 dies després de suspendre el fàrmac. Tot i això, cal considerar que alguns episodis es resolen amb una marcada hiperpigmentació que pot durar mesos. S'han descrit altres manifestacions clíniques com reaccions fototòxiques que inclouen: fotooncòlisi, pigmentació gris pissarra, erupció liquenoide, pseudoporfiria, i evolució a dermatitis actínica crònica.1-4

### Reacció fotoaŀlèrgica
Les reaccions fotoal·lèrgiques són reaccions de fotosensibilitat amb participació del sistema immunitari que causen una reacció d'hipersensibilitat de tipus IV. Aquestes reaccions necessiten una exposició prèvia al fàrmac fotosensibilitzant i la transformació química d'aquest per la radiació UV. El fàrmac es transforma en un haptè que, en combinar-se amb proteïnes de la pell, forma un nou antigen generant així, la reacció immunitària. Aquestes reaccions són molt poc freqüents, no depenen de la dosi del fàrmac i presenten una resposta tardana, entre 1-14 dies post-exposició. Es manifesten clínicament amb una reacció inflamatòria de tipus eczematosa, si el fàrmac s'aplica de forma tòpica, o amb una erupció, si l'administració ha estat per via sistèmica. Poden presentar-se reaccions creuades entre fàrmacs similars i la sensibilització pot ser permanent (1-4).